# 丸根町 (名古屋市)
丸根町（まるねちょう）は、愛知県名古屋市瑞穂区の地名。現行行政地名は丸根町1丁目及び丸根町2丁目。住居表示未実施地域。

## 地理
名古屋市瑞穂区南東部に位置する。東は中根町、西は仁所町、南は軍水町・関取町、北は弥富通に接する。

## 歴史

### 町名の由来
弥富町の小字名「丸根」による。「丸根」とは、台地の先端にある丸い形をした丘のことを指すという。

### 沿革
- 1952年（昭和27年）4月10日 - 瑞穂区弥富町字北田・西畑の各一部により、同区丸根町1丁目として成立[1]。
- 1952年（昭和27年）9月1日 - 瑞穂区弥富町字西畑・丸根・大塚・廻間・菱池・関取・西大内・西屋敷の各一部を1〜2丁目に編入[1]。

## 世帯数と人口
2019年（平成31年）3月1日現在の世帯数と人口は以下の通りである。
| 町丁   | 世帯数  | 人口  |
| ------ | ------- | ----- |
| 丸根町 | 330世帯 | 767人 |

### 人口の変遷
国勢調査による人口の推移
| 1955年（昭和30年） | 664人 | [ 10 ] |  |
| 1960年（昭和35年） | 699人 | [ 11 ] |  |
| 1965年（昭和40年） | 902人 | [ 11 ] |  |
| 1970年（昭和45年） | 958人 | [ 12 ] |  |
| 1975年（昭和50年） | 763人 | [ 12 ] |  |
| 1980年（昭和55年） | 772人 | [ 13 ] |  |
| 1985年（昭和60年） | 751人 | [ 13 ] |  |
| 1990年（平成2年）  | 736人 | [ 14 ] |  |
| 1995年（平成7年）  | 761人 | [ 15 ] |  |
| 2000年（平成12年） | 745人 | [ 16 ] |  |
| 2005年（平成17年） | 712人 | [ 17 ] |  |
| 2010年（平成22年） | 676人 | [ 18 ] |  |

## 学区
市立小・中学校に通う場合、学校等は以下の通りとなる。また、公立高等学校に通う場合の学区は以下の通りとなる。
| 番・番地等 | 小学校               | 中学校               | 高等学校 |
| ---------- | -------------------- | -------------------- | -------- |
| 全域       | 名古屋市立中根小学校 | 名古屋市立萩山中学校 | 尾張学区 |

## 施設
- 浄土宗観音寺[7]北緯35度6分53.7秒 東経136度57分4.5秒 / 北緯35.114917度 東経136.951250度
- 北条八幡社[7]北緯35度6分53.1秒 東経136度57分3.8秒 / 北緯35.114750度 東経136.951056度
- 真宗大谷派行信寺[7]北緯35度7分2.3秒 東経136度57分5.2秒 / 北緯35.117306度 東経136.951444度

## 史蹟
- 南城・中城（中根三城）[7]

## その他

### 日本郵便
- 郵便番号 : 467-0054[4]（集配局：瑞穂郵便局[21]）。